# Зимбабвийская и Ангольская митрополия
Зимбабви́йская и Анго́льская митропо́лия (греч. Ιερά Μητρόπολη Ζιμπάμπουε και Αγκόλας) — епархия Александрийской Православной Церкви на территории Зимбабве и Анголы с кафедрой в городе Хараре, Зимбабве.

## История
В начале XX века в британской колонии Южная Родезия (ныне Зимбабве) появились первые греческие переселенцы, прибывшие с Кипра и других греческих островов. C 1928 года территория страны входила в Йоханнесбургскую митрополию.
14 ноября 1968 года Александрийская православная церковь с целью лучшей организации пастырской работы учредила Родезийскую митрополию, выделив её из состава Йоханнесбургской.
Первоначально большинство паствы Зимбабвийской митрополии составляли греческие и кипрские эмигранты, появившиеся здесь с начала XX века.
С обретением Зимбабве независимости 18 апреля 1980 года епархия была переименована в Зимбабвийскую. В состав епархии входили Зимбабве, Ангола, Малави, Ботсвана и Мозамбик.
В 1994 году к православию начали обращаться представители коренного населения.
23 сентября 1997 года из её состава была выделена Мадагаскарская епархия. В это время оживилась миссия среди местного населения.
Митрополит Макарий (Тиллиридис), занимавший Зимбабвийскую кафедру в 1998—2001 годы, осуществил перевод богослужебных текстов на многие африканские языки. Митрополит Феодор (Хорефтакис) (2002—2004) активно возводил храмы, основывал в епархии миссионерские центры и греческие культурные общества, способствовал организации греческих общин в Ботсване и Анголе, открыл греческую школу и храм в городе Бейра в Мозамбике. Помимо проповеднической деятельности миссионеры оказывают материальную и медицинскую помощь местному населению.
1 ноября 2006 года из состава Зимбабвийской была выделена Мозамбикская епархия, не позднее 2010 года Малави было передано Замбийской епархии, а 7 октября 2010 года в самостоятельную епархию была выделена Ботсвана.
По данным Зимбабвийской митрополии во второй половине 2000-х в епархии насчитывалось 15 храмов, 3 миссионерских центра, 1 больница, 1 техническая школа, 1 детский сад; 6 священнослужителей (4 священника и 2 диакона).

## Архиереи
- Кирилл (Пападопулос) (1 декабря 1968 — 8 июля 1986)
- Хризостом (Пападопулос) (14 июня 1990 — 23 сентября 1997)
- Иоанн (Захариу) (23 сентября 1997 — 13 января 1998)
- Макарий (Тиллиридис) (13 января 1998 — 22 февраля 2001)
- Кирилл (Икономопулос) (11 марта 2001 — 16 сентября 2002)
- Феодор (Хорефтакис) (16 сентября 2002 — 9 октября 2004)
- Георгий (Владимиру) (27 октября 2004 — 7 октября 2010)
- Серафим (Киккотис) (с 7 октября 2010)